# Máiréad Tyers
Máiréad Tyers (* 5. Januar 1998) ist eine irische Schauspielerin.

## Leben und Karriere
Tyers wuchs in Ballinhassig auf. Sie studierte an der at University College Cork. Danach zog sie nach London und setzte ihr Studium an der Royal Academy of Dramatic Art fort.
Ihr Debüt gab sie 2021 in dem Film Belfast. Anschließend trat Tyers 2022 in der Serie Tell Me Everything auf. Von 2023 bis 2024 spielte sie in der Serie Extraordinary eine Hauptrolle. Für ihre Rolle in der ersten Staffel der Serie wurde sie im März 2024 bei den Royal Television Society Programme Awards und den British Academy Television Awards für die beste weibliche Comedy-Darbietung nominiert.
2023 wurde Tyers für den Film Dead Shot gecastet. Am 25. Februar 2024 war sie in der Sendung Sunday Brunch zu sehen.
Neben Englisch spricht sie auch noch Irisch und Französisch.

## Filmografie
Filme
- 2021: Belfast
- 2023: Dead Shot

Serien
- 2022: Tell Me Everything
- 2023–2024: Extraordinary
- 2024: My Lady Jane